# 5-я армия (Япония)
5-я армия (яп. 第5軍 Дай-го гун) — воинское объдинение японской Императорской армии.
Сформирована во время 13 января 1938 года в Маньчжоу-го под командованием генерала Фурусё. Предназначалась для охраны восточных границ от возможных действий РККА.
Однако, в боях на Халхин-Голе армия не участвовала, хотя временно (26 февраля 1938 года — 19 мая 1939 года) расформировывалась. После переформирования непосредственно подчинялась Генштабу, но позже была передана 1-му фронту. По мере ухудшения обстановки в Юго-Восточной Азии, наиболее опытные части и большая часть снаряжения 3-й армии были переданы в другие подразделения.
Во время Маньчжурской операции плохо обученные и недостаточно оснащенные войска 5-й армии не смогли противостоять опытным частям РККА, и она была вынуждена отходить на оборонительные рубежи в провинции Аньдун на границе с Кореей, капитулировав в конце войны в районе Цзиси.